# Ranininae
Ranininae zijn een onderfamilie van krabben (Brachyura) uit de familie Raninidae.

## Geslachten
De Ranininae omvat volgende geslachten:
- Notopterygia Latreille, 1831
- Ranina Lamarck, 1801

### Uitgestorven
- † Eumorphocorystes Binkhorst, 1857
- † Lianira Beschin, Busulini, De Angeli, Tessier & Ungaro, 1991
- † Lovarina Beschin, Busulini, De Angeli, Tessier & Ungaro, 1991
- † Ranidina Bittner, 1893
- † Raniliformis Jagt, Collins & Fraaye, 1993